# Center for Open Science
Center for Open Science (COS) is een non-profit wetenschappelijk genootschap gevestigd in Charlottesville, Virginia met als missie 'de openheid, integriteit en reproduceerbaarheid van wetenschappelijk onderzoek te vergroten'.
Deze organisatie is in januari 2013 opgericht door Brian Nosek en Jeffrey Spies met financiering van de Laura en John Arnold Foundation. Het COS begon met een project over reproduceerbaarheid van psychologisch onderzoek.

## Open Science Framework (OSF)
Het open science framework is een open webplatform van COS, dat wordt aangeboden als opensourcesoftware. OSF maakt samenwerking mogelijk op gebied van wetenschappelijk onderzoek. Het platform is bedoeld om samen te werken, te documenteren, te delen en archiveren van onderzoeksprojecten. Het gaat om opslag van hardware en software gegevens en wetenschappelijke protocollen om de reproduceerbaarheid van het werk te controleren. OSF richtte zich aanvankelijk op het vakgebied van de psychologie, maar wordt ook op andere vakgebieden ingezet. Verscheidene repositories zoals PsyArXiv en SocArXiv maken gebruik van deze software.